# Spilosoma varians
Spilosoma varians là một loài bướm đêm thuộc phân họ Arctiinae, họ Erebidae.